# Worlington
Worlington är en by och en civil parish i distriktet West Suffolk i Storbritannien. Den ligger i grevskapet Suffolk och riksdelen England, i den sydöstra delen av landet, 100 km norr om huvudstaden London. Orten har 480 invånare (2001). Byn nämndes i Domedagsboken (Domesday Book) år1086, och kallades då Wirilintona.
Kustklimat råder i trakten. Årsmedeltemperaturen i trakten är 8 °C. Den varmaste månaden är juli, då medeltemperaturen är 18 °C, och den kallaste är december, med 0 °C.